# Елън Джонсън Сърлийф
Елен Джонсън Сърлиф (на английски: Ellen Johnson-Sirleaf) е политик и 24-ти президент на Либерия, носителка на Нобелова награда за мир за 2011 г., заедно с Лейма Гбоуи и Тауакул Карман, „за ненасилствената им борба за сигурност на жените и за пълноправното им участие в изграждането на мира“.

## Биография
Родена е на 29 октомври 1938 година в Монровия, Либерия. Завършва бизнес администрация в Харвардския университет. През 1972 година става заместник-министър на финансите в администрацията на президента Уилям Ричард Толберт, където я обвиняват в кражба за повече от 3 милиона долара. През 1980 става министър на финансите в правителството на Самюъл Доу. Заема този пост до 1985 година. След това е осъдена на 10 години затвор заради критиките срещу военният режим на президента. Скоро я освобождават и заминава в изгнание в Найроби (Кения). През 1997 година се връща в Либерия като икономист от световната банка.
На първия тур на президентските избори през 2005 година получава 192 326 гласа и по този начин се класира на второ място след футболиста Джордж Уеа. На втория тур гласовете, които получава са достатъчни, за да спечели изборите. Нейната победа е официално обявена на 23 ноември 2005. Тя е първата жена президент на африканска държава. Отличава се със строг характер и решителност, често е сравнявана с „Желязната лейди“. На церемонията по встъпване в длъжност (16 януари 2006) присъстват Кондолиза Райс и първата дама на САЩ Лора Буш.
На първия тур на изборите през 2011 година се класира първа със значителна преднина пред следващия кандидат, Уинстън Тъбман от партията на Уеа Конгрес за демократична промяна.
През декември 2021 г. Джеймс Сърлиф, един от синовете на Елън Сърлиф, почина в резиденцията си в Либерия при неизвестни обстоятелства.